# Марин Дринов
Марин Стојанов Дринов (буг. Марин Стоянов Дринов; 20. октобар 1838 — 13. март 1906) био је бугарски историчар и филолог из периода Народног препорода који је већи део свог живота живео и радио у Русији. Био је један од зачетника бугарске историографије и  оснивач Бугарске академије наука (тада Бугарског књижевног друштва), као и њен први председник.

## Биографија
Рођен је у Панађуришту 1838. Отишао је у Русију 1858. године да настави школовање. Студирао је историју и филологију у Кијеву и на Московском државном универзитету, путовао је и радио у Аустрији и Италији између 1865. и 1871. Године 1869. постао је један од суоснивача и активни члан Бугарског књижевног друштва. Дринов је магистрирао и постао читалац славистике на Харковском универзитету, почевши да ради као редовни професор крајем 1876. године.
Током периода руске владе Бугарске (1878—1879) Дринов је био министар народног просветитељства и духовних послова. Учествујући активно у организацији новоослобођене бугарске државе, Марин Дринов познат је као један од аутора Трновског устава, као особа која је предложила Софију уместо Тарнова (коју фаворизују аустријске дипломате) за нову бугарску престоницу и особа која је увела стандардизовано издање ћирилице од тридесет и два слова које се користило у Бугарској до правописне реформе 1945. Одиграо је пресудну улогу у стандардизацији бугарског језика. Већ 1870. одбацио је предлог Кузмана Шапкарева за мешовиту источну и западну бугарско-македонску основу за стандардни језик, наводећи у свом чланку у новинама: „Такав вештачки склоп писаног језика је нешто немогуће, недостижно и за које се никада није чуло“. Овај став Дринова критиковали су неки савремени бугарски лингвисти као Благој Шклифов.
Први правопис стандардног бугарског језика, основан са одлуком министра просвете Тодора Иванчова 1899. године, приписује се Дринову. Бугарски језик је претрпео три правописне реформе: 1921, 1923 и 1945.

## Част
Врх Дринов на острву Смит, Јужна Шетландска острва, назван је по Марину Дринову.
Две награде Бугарске академије наука назване су по њему.